# Robert Indiana
Robert Clark (New Castle, Indiana; 13 de septiembre de 1928-Vinalhaven, Maine; 19 de mayo de 2018), más conocido como Robert Indiana, fue un diseñador de vestuario, pintor, escultor y diseñador de estampillas estadounidense asociado con el movimiento pop art. De todas sus obras, las más conocidas son las series realizadas con la palabra LOVE. Indiana también ha trabajado diseñando escenografías y vestuario para obras teatrales.
Sus obras emplean símbolos y palabras de la vida diaria pintados con los colores vivos propios del pop art, y representan la cultura y la vida estadounidense de forma irónica, conteniendo a menudo críticas políticas a la sociedad de dicho país.

## Biografía
Comenzó a estudiar arte en la Herron School of Art de Indianápolis y en el Munson-Williams-Proctor Institute de Útica, Nueva York. entre 1945 y 1948. De 1949  a 1953 lo haría en la School of the Art and Sculpture de Chicago y en Skohwgan School of Painting and Sculpture de Maine, y en ese mismo año se trasladaría al Reino Unido para estudiar en el College of Art de Edimburgo y en la Universidad de Londres hasta 1954.
Al terminar su vida académica se instalaría en Nueva York, donde entablaría amistad con otros pintores como Richard Smith, Ellsworth Kelly y Jack Youngerman. Sus primeras obras fueron series inspiradas en señales de tráfico, máquinas tragaperras y logotipos comerciales antiguos.
Durante los primeros años 60 realizaría assemblages escultóricos, al mismo tiempo que comenzaría a desarrollar un estilo frío y multicolor utilizando letras, números o palabras cortas como EAT, HUG y LOVE, en el que jugaba con la simetría y con los elementos cromáticos. 
Al margen de su actividad como artista plástico, Indiana también apareció en 1964 en la película Eat de Andy Warhol y diseñó la escenografía y el vestuario de la obra teatral Santa Fe Opera en 1976.
En 1978 se trasladó a la isla de Vinalhaven en el estado de Maine y tras los ataques del 11-S realizó un conjunto de obras que tituló Peace Paintings que fueron expuestas en Nueva York en 2004.

## Temas

### El sueño americano
A diferencia de otros representantes del pop art, Indiana ha estado más interesado en la identidad y cultura estadounidense que en los mass media y la cultura del consumo. La principal diferencia con sus coetáneos radicaba en su relación personal con Estados Unidos y con su estilo de vida. Sus obras se basaban en los factores que marcaron la cultura estadounidense de la segunda mitad del siglo XX: la identidad nacional, la agitación política y social, el estancamiento frente a ella, el auge del consumismo,  las presiones de la historia y en definitiva, el llamado sueño americano.
El sueño americano es la piedra angular de las obras de madurez de Indiana debido a que vivió su niñez durante la gran depresión de los años 30  y a que su etapa de formación como artista tuvo lugar durante las transformaciones sociales y políticas que vivió su país entre los años 40 y los años 60. El sueño americano fue la temática de su primer cuadro importante - vendido al  MoMA en 1961 -  y ha seguido representándolo hasta la actualidad, datando la obra Seventh American Dream de 1998. Indiana se ha acercado al sueño americano reconstuyéndolo y redefiniéndolo de diversas maneras: con sus obras políticas, como Alabama (1965), sus obras literarias, como The Calumet (1961), o sus autorretratos e investigaciones sobre fama e identidad, como The Metamorphosis of Norma Jean Mortenson (1963-1967).

### LOVE
La serie de carteles, serigrafías y esculturas basadas en la palabra LOVE han sido las que le han dado más popularidad en todo el mundo. La imagen, consistente en la palabra love en letras mayúsculas con la letra o inclinada hacia la derecha, fue creada en 1964 como  tarjeta de Navidad para el MoMA. En 1973 el Servicio Postal de los Estados Unidos puso en circulación un  sello por valor de 8 centavos que fue el primero de las varias series de sellos conocidas como love stamps. A causa de la popularidad de LOVE, muchos críticos han definido a Indiana como «diseñador», «oportunista» o  «one hit wonder».

### Números
Tiene también una gran serie de esculturas hechas con extrusiones de números.

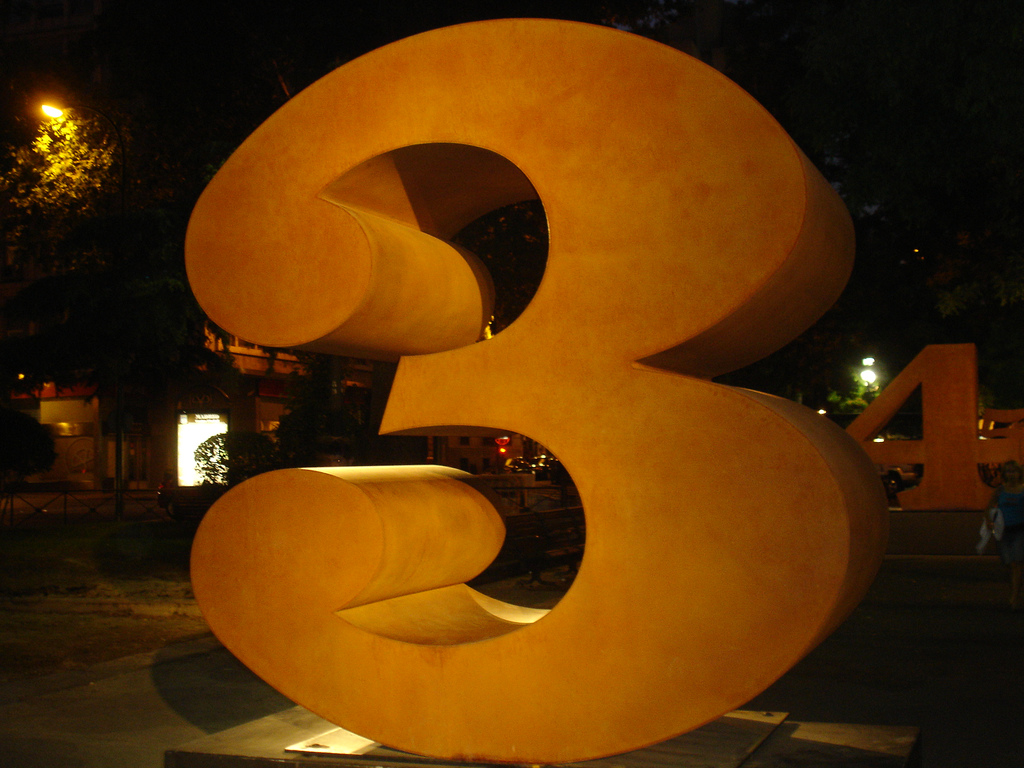
3 sculpture

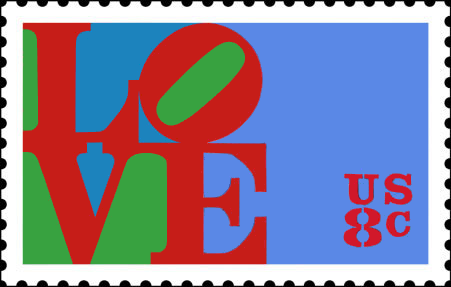
Sello realizado con la obra de Indiana LOVE

#### Derechos de autor
Indiana no pudo registrar los  derechos de autor de LOVE y por ello ha encontrado muchas facilidades para introducirse en el mundo del arte. La imagen ha sido reproducida y parodiada en innumerables ocasiones en esculturas, carteles y adornos de escritorio en varios idiomas, entre ellos el español,  el hebreo y el  chino. La obra tuvo una fuerte influencia en la portada del libro Love Story de Erich Segal y se han utilizado variaciones sobre ella en portadas de discos de grupos musicales, como en la de Renegades de Rage Against the Machine y la del sencillo Little by Little de Oasis. Asimismo, otros artistas plásticos han realizado obras inspiradas en la imagen.

#### Cultura skater
El emblema LOVE ha sido adoptado por los skaters, siendo habitual su aparición en revistas y vídeos sobre este deporte. Esta imagen comenzaron a utilizarla los colectivos que se opusieron a  la prohibición del skateboarding en Filadelfia en 2002, ya que el LOVE Park, en el que se encuentra una escultura de Indiana, era el centro de reunión de los skaters de esa ciudad.

#### Esculturas con la imagenLOVE
En los Estados Unidos:
- Sexta avenida de Nueva York.
- Biblioteca E. W. Fairchild-Martindale, campus Asa Packer en la Lehigh University.
- Campus del Pratt Institute campus en Brooklyn, Nueva York.
- Indianápolis Museum of Art, Indianápolis, Indiana.
- Centro cívico de Scottsdale, Arizona.
- LOVE Park en Filadelfia.
- Museo de arte de Nueva Orleans.
- Campus de Middlebury College, Vermont.
- Universidad de Pensilvania, Filadelfia.
- Museo de arte la Brigham Young University, Utah.
- Campus de Ursinus College en Collegeville, Pensilvania.
- Red Rock Resort Spa and Casino en Las Vegas.
- Wichita State University en Wichita, Kansas.
- City Park en Nueva Orleans, Luisiana.

Fuera de los Estados Unidos:
- Plaza del Sagrado Corazón en Bilbao, País Vasco, España.
- Taipei 101 en Taipéi, Taiwán.
- Distrito Shinjuku en Tokio, Japón.
- Orchard Road in Singapur.
- Hotel XIXe Siecle Montreal, Canadá.
- West Georgia Street en Vancouver, Canadá.
- Museo de Israel en Jerusalén con la palabra ahava, (amor en hebreo).
- Paseo del Prado Madrid, España.
- Chatsworth House, en Derbyshire, Reino Unido.
- Parque metropolitano El Lago, Bogotá, Colombia.